# Колли, Эбрима
Эбрима Колли (англ. Ebrima Colley; родился 1 февраля 2000, Серекунда) — гамбийский футболист, полузащитник клуба «Янг Бойз» и национальной сборной Гамбии.

## Клубная карьера
В 2017 году начал выступать в составе футбольной академии итальянского клуба «Аталанта». 15 декабря 2019 года дебютировал в основном составе «Аталанты» в матче итальянской Серии A против «Болоньи», выйдя на замену Луису Мурьелю. 14 июля 2020 года отдал голевую передачу на Марио Пашалича в матче против «Брешии».
В сезоне 2020/21 выступал за клуб «Эллас Верона» на правах аренды.

## Карьера в сборной
22 марта 2019 года дебютировал в составе национальной сборной Гамбии в матче отборочного турнира к Кубку африканских наций против сборной Алжира, выйдя на замену вместо Эбрима Сохна.

## Личная жизнь
Эбрима — двоюродный брат футболиста Омара Колли.